# Abezames
Abezames is een gemeente in de Spaanse provincie Zamora in de regio Castilië en León met een oppervlakte van 23,26 km². Abezames telt 65 inwoners (1 januari 2016).

## Demografische ontwikkeling
Bron: INE, 1857-2011: volkstellingen